# Ja’akow Wajs
Ja’akow Wajs (hebr. יעקב וייס, ang. Yaakov Weiss, ur. 15 lipca 1924 w Nowych Zamkach, zm. 29 lipca 1947 w Akce) – żydowski bojownik, członek Irgunu i rewizjonistycznej młodzieżówki – Betaru. Został powieszony 29 lipca 1947 roku przez brytyjskie władze mandatowej Palestyny za udział w ataku na więzienie w Akce przeprowadzonym 4 maja 1947 roku. Jest włączony w poczet Olej ha-Gardom – bojowników żydowskiego podziemia w Palestynie, którzy zostali powieszeni przez Brytyjczyków.

## Życiorys

### Młodość
Urodził się 15 lipca 1924 roku w Nowych Zamkach w Czechosłowacji (współcześnie Słowacja) w rodzinie Josefa i Heleny. W wieku dziesięciu lat wstąpił do Betaru. Po ukończeniu nauki w szkole podstawowej wyjechał do Mukaczewa w celu podjęcia nauki w gimnazjum hebrajskim. W 1942 roku wraz z otrzymaniem świadectwa ukończenia gimnazjum powrócił do domu rodzinnego, a później wyjechał do Budapesztu w celu znalezienia pracy oraz przygotowania wyjazdu do Palestyny.
Podczas pobytu w Budapeszcie zaangażował się w ratowanie węgierskich Żydów. W tym celu wszedł w posiadanie munduru oficerskiego (źródła nie są zgodne czy był to mundur węgierski czy niemiecki). Szczegóły tego, jak działał opublikowane zostały w ramach wspomnień po wojnie. W przebraniu oficera wchodził do państwowych urzędów meldunkowych i kradł z nich formularze rejestracyjne i paszporty, które wypełniał danymi Żydów umieszczonych przez Niemców w gettach węgierskich. Nawiązał również kontakty z Czerwonym Krzyżem i zagranicznymi ambasadami, żeby ułatwić Żydom ucieczkę poza Europę. Miał również gotowe dokumenty dla swojej matki i siostry, ale nie zdążył im ich wręczyć, ponieważ matkę wywieziono do Auschwitz, a siostrę do pracy przymusowej.

### Alija i działalność w Irgunie
Latem 1944 roku postanowił dokonać aliji do Palestyny. Okręt, którym płynął wraz z innymi Żydami został przechwycony przez Brytyjczyków, a nielegalni imigranci zostali umieszczeni w obozie przejściowym w Atlit. Tam pozostał do czasu, kiedy 9 października 1945 roku obóz został zaatakowany przez Palmach – elitarny oddział Hagany. Wraz z innymi więźniami uciekł z Atlit i udał się do Netanji. Tam zajął się nauką szlifowania diamentów. Po jakimś czasie wstąpił do lokalnego oddziału Betaru i oddziału bojowego Irgunu. Zaangażował się w ataki na siły brytyjskie. Brał udział w atakach na brytyjskie koszary wojskowe w Netanji, wysadzeniu mostu na trasie Netanja-Bajt Lid oraz wysadzaniu torów kolejowych i zasadzkach drogowych.

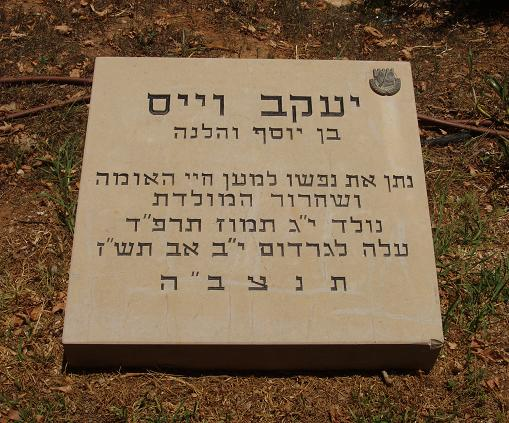
Nagrobek Ja’akowa Wajsa

Został wytypowany do oddziału osłaniającego atak na więzienie w Akce wraz z Awszalomem Chawiwem i Me’irem Nakarem. Wraz z drugim oddziałem ochraniającym odwrót nie usłyszeli sygnału do odwrotu spod więzienia i ucieczki. Wdali się w starcie z jadącymi na pomoc więzieniu oddziałami brytyjskimi po czym zostali wzięci do niewoli. Trzy tygodnie po ataku odbył się proces aresztowanych bojowników, którzy brali udział w ataku. Cała trójka została skazana na śmierć przez powieszenie ze względu na to, że bojownicy zostali złapani z bronią w ręku. Podczas procesu powiedział: „wiemy, że koniec naszej walki będzie jeden, musi być jeden: nasz naród odzyska wolność. Jesteśmy dlatego bardziej niż szczęśliwi, ponieważ nie masz większego szczęścia niż poświęcić swoje życie ideologii żelaza i wiedzieć, że jest się jednym z tych, którzy realizują swoje marzenia”. Wraz z Chawiwem i Nakarem został powieszony 29 lipca 1947 roku w Akce. Jego ciało pochowano w Safedzie.